# Бельмонте-де-Міранда
Бельмонте-де-Міранда (ісп. Belmonte de Miranda, аст. Miranda) — муніципалітет в Іспанії, у складі автономної спільноти Астурія. Населення — 1807 осіб (2009).
Муніципалітет розташований на відстані близько 380 км на північний захід від Мадрида, 31 км на захід від Ов'єдо.
Муніципалітет складається з таких паррокій: Агуера, Альмурфе, Бехега, Бельмонте, Кастаньєдо, Куевас, Лас-Естакас, Лейгуарда, Льямосо, Монтово, Кінтана, Сан-Бартоломе, Сан-Мартін-де-Лодон, Сан-Мартін-де-Ондес, Віганья.

## Демографія
Динаміка населення (INE ):

## Галерея зображень

Розташування муніципалітету
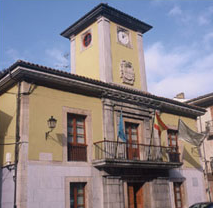
Муніципальна рада